# FN:s ekonomiska och sociala råd

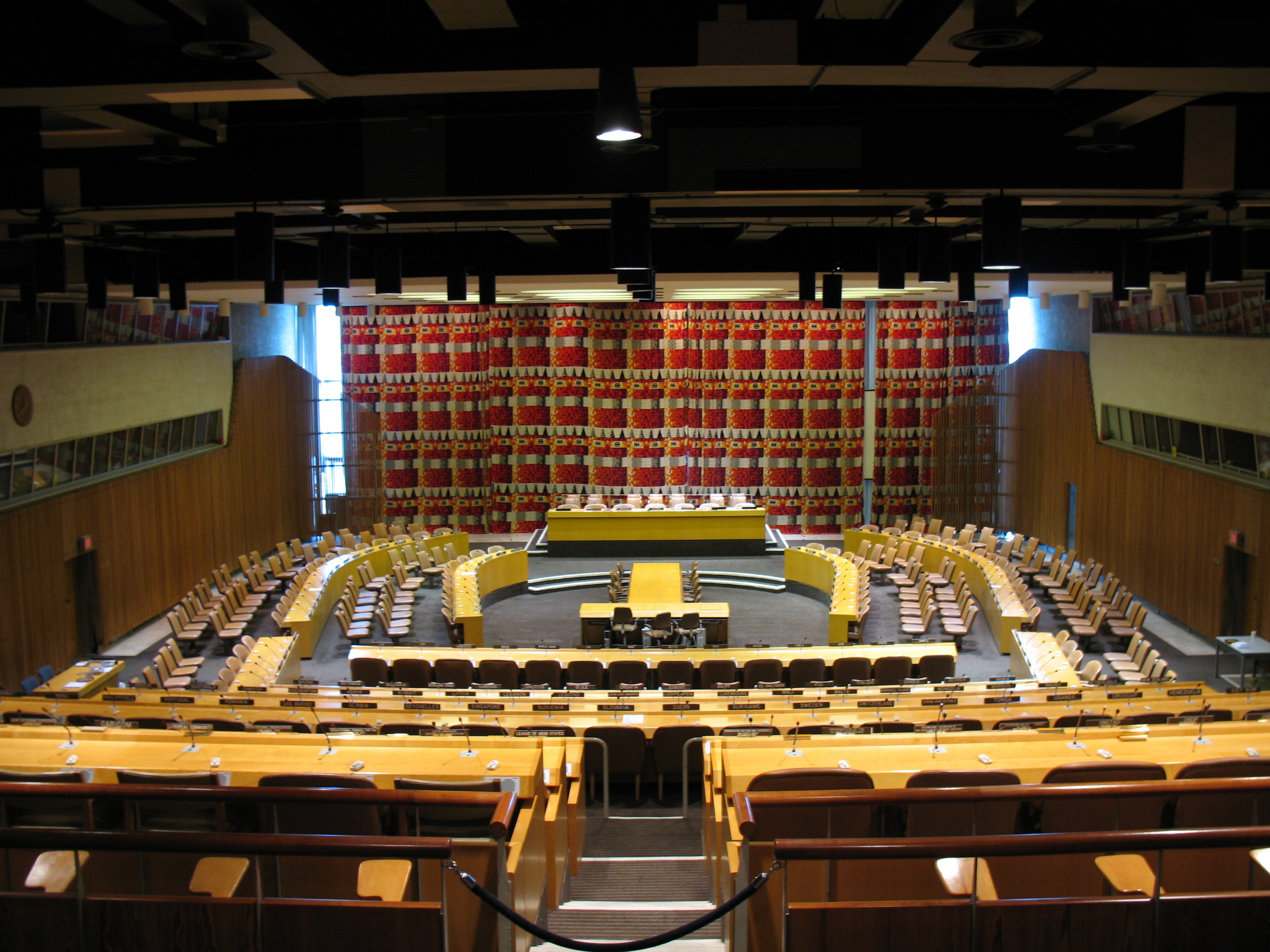
Ekonomiska och sociala rådets sal i FN-högkvarteret i New York.

FN:s ekonomiska och sociala råd eller Ekonomiska och sociala rådet (engelska: Economic and Social Council, ECOSOC) är ett av Förenta nationernas fem huvudorgan. Dess uppgifter, organisation och befogenheter regleras av FN-stadgans kapitel 10. Dess främsta uppgift är att bistå FN med rapporter, att framlägga förslag och undersökningar till grund för beslut, att samordna verksamheten vid ett flertal organ samt utvärdera och följa upp beslut och riktlinjer.
Ekonomiska och sociala rådet fick status som huvudorgan vid konferensen i San Francisco 25 april 1945 och hade ursprungligen 18 medlemsländer, med USA i främsta ledet. Första mötet hölls 23 januari till 18 februari 1946 i London. Numera ingår 54 länder (1995). Dess medlemmar är valda av Generalförsamlingen för treårsperioder. Rådet sammankallas två gånger per år, vintermötet i New York, och sommarmötet omväxlande i New York och i Genève. Det ordinarie sammanträdesrummet är plenisalen i FN-huset i New York. Ordförande för Ecosoc väljs för ett år. Omval är inte möjligt.
Ekonomiska och sociala rådets sammanträdessal var en gåva från Sverige och är ritad av arkitekten Sven Markelius.

## Organisation och uppgifter
Ekonomiska och sociala rådets uppgift är att tillsätta utskott och samordna några fack- och underorgans verksamheter, och har kommissioner och kommittéer knutet till sig. Det finns regionala ekonomiska och sociala kommissioner, till exempel UNECE. Fackorganen är tämligen självständiga och fristående, och flera av dem fanns innan FN bildades. Underorganen har bildats genom beslut av Generalförsamlingen, och har en stab som anställs av generalförsamlingen, Ecosoc eller generalsekreteraren. Vid behov kan fack- och underorganen tillsätta kommissioner efter beslut i ett av huvudorganen för särskilda frågor av mer eller mindre tillfällig karaktär. Rådet har fasta specialkommissioner: för de mänskliga rättigheterna, befolkningsfrågor, statistik med mera.
Deras fack- och underorgan är:
- ILO – Internationella arbetsorganisationen
- FAO – FN:s livsmedels- och jordbruksorganisation
- UNESCO – Förenta nationernas organisation för utbildning, vetenskap och kultur
- WHO – Världshälsoorganisationen
- WBG – Världsbanken – IBRD, IDA, Internationella finansieringsbolaget (IFC), MIGA, ICSID
- IMF – Internationella valutafonden
- ICAO – Internationella civila luftfartsorganisationen
- UPU – Världspostföreningen
- ITU – Internationella teleunionen
- WMO – Meteorologiska världsorganisationen
- IMO – Internationella sjöfartsorganisationen
- WIPO – World Intellectual Property Organization
- UNIDO – United Nations Industrial Development Organization
- UNWTO – Världsturismorganisationen
- IFAD – Internationella fonden för jordbruksutveckling
- INCB – International Narcotics Control Board
- UN-HABITAT – FN:s program för boende- och bebyggelsefrågorn

Till Ecosoc är även WFP, World Food Programme, knutet (delvis genom FAO och WHO), samt ITC, International Trade Centre. Dessa enheter har till uppgift att utarbeta rapporter och undersökningar om sådant som berör internationella ekonomiska, sociala, kulturella, uppfostrings-, hälsovårds- och dylika angelägenheter i syfte att främja de mänskliga rättigheterna. Rådet utarbetar med hjälp av enheterna förslag som de lämnar till Generalförsamllingen och delger Generalförsamlingen av sina rapporter. 
Även enskilda organisationer samarbetar med Ekonomiska och sociala rådet, bland andra LO, TCO, Röda korset, Amnesty International, Svenska kyrkan, Rädda Barnen, Rotary International, RFSL och Internationella Juristkommissionen.
Ecosoc har även vissa organ och kommissioner gemensamt med Generalförsamlingen:
- INSTRAW – International Research and Training Institute for the Advancement of Women
- UNCHS – United Nations Centre for Human Settlements
- UNCTAD – FN:s konferens om handel och utveckling
- UNDCP – United Nations International Drug Control Programme
- UNDP – FN:s utvecklingsprogram
- UNU – United Nations University
- WFC – World Food Council
- UNEP – FN:s miljöprogram
- UNFPA – FN:s befolkningsfond
- UNHCR – FN:s flyktingkommissariat
- Unicef – United Nations Children's Fund
- Unifem – FN:s utvecklingsfond för kvinnor
- Unitar – United Nations Institute for Training and Research

## Regionala organ
FN:s ekonomiska och sociala råd har fem regionala organ.
- UNECE – FN:s ekonomiska kommission för Europa
- UNECA – FN:s ekonomiska kommission för Afrika
- UNECLAC – FN:s ekonomiska kommission för Latinamerika och Karibien
- UNESCAP – FN:s ekonomiska och sociala kommission för Asien och Stillahavsområdet
- UNESCWA – FN:s ekonomiska och sociala kommission för Västasien